# Football Club Fleury 91
Il Football Club Fleury 91 Cœur d'Essonne, noto semplicemente come Fleury 91 o Fleury, è una squadra di calcio femminile francese, sezione femminile dell'omonimo club con sede a Fleury-Mérogis, cittadina situata nel dipartimento dell'Essonne, nella regione dell'Île-de-France.
Istituita nell'estate 2017, dopo che la società aveva assorbito il Val d'Orge, si iscrisse alla Division 1 Féminine, livello di vertice del campionato francese, acquisendone il diritto dalla precedente società vincitrice del campionato di Division 2 Féminine 2016-2017.

## Palmarès
- Campionato francese di seconda divisione: 1

2016-2017

## Organico

### Rosa 2024-2025
Rosa, ruoli e numeri di maglia aggiornati al 23 aprile 2025.
| N. |                           | Ruolo | Calciatrice                |
| -- | ------------------------- | ----- | -------------------------- |
| 1  | Francia (bandiera)        | P     | Constance Picaud           |
| 2  | Francia (bandiera)        | C     | Sara Kassi                 |
| 4  | Francia (bandiera)        | C     | Esther Ngambu Ngiangi      |
| 5  | Costa d'Avorio (bandiera) | D     | Mariam Diakité             |
| 6  | Colombia (bandiera)       | C     | Jessica Mazo               |
| 7  | Polonia (bandiera)        | A     | Dominika Kopińska          |
| 8  | Polonia (bandiera)        | C     | Ewelina Kamczyk            |
| 9  | Francia (bandiera)        | C     | Aïrine Fontaine            |
| 10 | Francia (bandiera)        | C     | Faustine Robert            |
| 11 | Francia (bandiera)        | C     | Nermyne Ben Khaled         |
| 12 | Camerun (bandiera)        | D     | Claudine Meffometou Tcheno |
| 14 | Mali (bandiera)           | A     | Aïssata Traoré             |
| 15 | Francia (bandiera)        | D     | Aude Bizet                 |
| 16 | Francia (bandiera)        | P     | Emma Francart              |
| 17 | Ghana (bandiera)          | A     | Evelyn Badu                |

| N. |                           | Ruolo | Calciatrice         |
| -- | ------------------------- | ----- | ------------------- |
| 18 | Algeria (bandiera)        | A     | Lana Smits          |
| 19 | Costa d'Avorio (bandiera) | A     | Inès Konan          |
| 20 | Francia (bandiera)        | D     | Charlotte Fernandes |
| 21 | Algeria (bandiera)        | C     | Marine Dafeur       |
| 22 | Polonia (bandiera)        | D     | Wiktoria Zieniewicz |
| 24 | Costa d'Avorio (bandiera) | C     | Frédérique Abrogoua |
| 25 | Portogallo (bandiera)     | D     | Morgane Martins     |
| 27 | Haiti (bandiera)          | A     | Batcheba Louis      |
| 28 | Francia (bandiera)        | D     | Inès Jaurena        |
| 44 | Francia (bandiera)        | C     | Hillary Diaz        |
| 75 | Francia (bandiera)        | D     | Aïssatou Tounkara   |
| 99 | Francia (bandiera)        | P     | Manon Heil          |
|    | Francia (bandiera)        | P     | Jessica Cantin      |
|    | Francia (bandiera)        | P     | Pénélope Cuirinier  |
|    | Francia (bandiera)        | P     | Francesca Poiret    |